# Rudolf Breithaupt

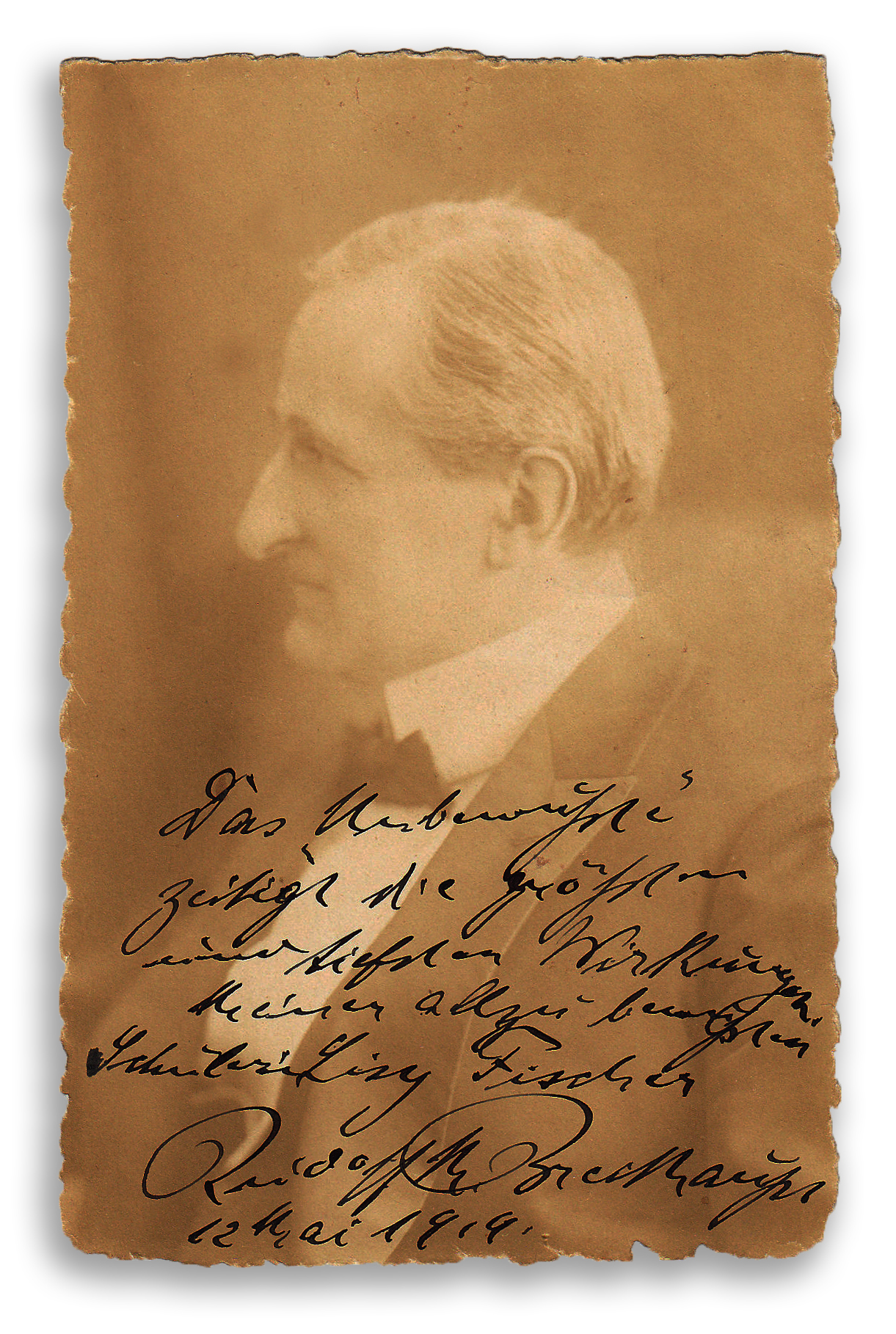
Rudolf Breithaupt.

Rudolf Maria Breithaupt, född 11 augusti 1873 i Braunschweig, död 2 april 1945 i Ballenstedt, var en tysk pianopedagog och musikskriftställare.
Breithaupt studerade juridik, filosofi, psykologi samt konst- och musikvetenskap. Han var 1897 elev vid konservatoriet i Leipzig. Breithaupt var från 1901 bosatt i Berlin, där han från 1918 var lärare vid Sternska konservatoriet. Breithaupt var en av de ledande förkämparna för det moderna tyngdspelet, som han behandlat i Die natürliche Klaviertechnik (1905, 4:e upplagan 1925), till vilken han utgav Die Grundlagen der Klaviertechnik (1906) som en fortsättning och Praktische Studien (1919) som en tredje del.